# Paratyndaris chamaeleonis
Paratyndaris chamaeleonis är en skalbaggsart som först beskrevs av Henry Skinner 1903.  Paratyndaris chamaeleonis ingår i släktet Paratyndaris och familjen praktbaggar. Inga underarter finns listade i Catalogue of Life.